# Otívar
Otívar és un municipi de la província de Granada, amb una superfície de 57,52 km², una població de 1.056 habitants (2004) i una densitat de població de 18,36 hab/km².